# Séverine Vandenhende
Séverine Vandenhende (Dechy, 12 januari 1974) is een voormalig Frans judoka. Vandenhende won in haar carrière twee medailles op de Europese kampioenschappen judo en won in 1997 in eigen land de wereldtitel. Vandenhende behaalde haar grootste succes door het winnen van olympisch goud tijdens de Olympische Zomerspelen 2000.

## Resultaten
- Europese kampioenschappen judo 1997 in Oostende  in het halfmiddengewicht
- Wereldkampioenschappen judo 1997 in Parijs  in het halfmiddengewicht
- Europese kampioenschappen judo 2000 in Wrocław  in het halfmiddengewicht
- Olympische Zomerspelen 2000 in Sydney  in het halfmiddengewicht

1992: Catherine Fleury-Vachon ·
1996: Yuko Emoto ·
2000: Séverine Vandenhende ·
2004: Ayumi Tanimoto ·
2008: Ayumi Tanimoto · 
2012: Urška Žolnir · 
2016: Tina Trstenjak · 
2020: Clarisse Agbegnenou · 
2024: Andreja Leški